# Las Cruces
För andra betydelser, se Las Cruces (olika betydelser).
Las Cruces är en stad (city) i Doña Ana County i delstaten New Mexico i USA. Staden hade 111 385 invånare, på en yta av 199,51 km² (2020). Las Cruces är administrativ huvudort (county seat) i Doña Ana County.
Staden är belägen i delstatens södra del, cirka 60 kilometer norr om den mexikanska gränsen och cirka 385 kilometer söder om huvudstaden Santa Fe. Las Cruces är centrum för ett jordbruksområde som bevattnas av Rio Grande.

## Demografi
Vid folkräkningen 2020 hade Las Cruces 111 385 invånare och 40 185 hushåll, vilket gör den till delstatens näst största stad. Befolkningstätheten var 559 invånare per kvadratkilometer. Av befolkningen var 51,88 % vita, 2,72 % svarta/afroamerikaner, 2,32 % ursprungsamerikaner, 1,89 % asiater, 0,11 % oceanier, 16,61 % från andra raser samt 24,47 % från två eller flera raser. 60,33 % av befolkningen var latinamerikaner.
Enligt en beräkning från 2019 var medianinkomsten per hushåll $45 130 och medianinkomsten för en familj var $55 911. Omkring 22,2 % av invånarna levde under fattigdomsgränsen.